# گوشت تازه
گوشت تازه (انگلیسی: Fresh Meat) یک مجموعه تلویزیونی کمدی درام بریتانیایی است که توسط جسی آرمسترانگ و سم بین، سازندگان مجموعه پیپ شو، ساخته شده است. قسمت اول که توسط دیوید کر کارگردانی شد، در ۲۱ سپتامبر ۲۰۱۱ از شبکهٔ کانال ۴ پخش گردید و مجموعه به‌طور معمول چهارشنبه‌ها ساعت ۲۲:۰۰ پخش می‌شد. فصل دوم در ۹ اکتبر ۲۰۱۲ آغاز شد و شامل ۸ قسمت بود. در ۲۲ نوامبر ۲۰۱۲ فصل سوم سفارش داده شد و پخش آن از ۴ نوامبر ۲۰۱۳ آغاز گردید. بین اعلام کرد که پس از موفقیت بزرگ فیلم این‌بیتوینرز در سال ۲۰۱۱، ایده‌هایی برای ساخت اقتباس سینمایی از این مجموعه در دست بررسی بود. با این حال، فصل چهارم ساخته شد که در سال ۲۰۱۵ فیلم‌برداری و در فوریه ۲۰۱۶ به عنوان فصل پایانی مجموعه پخش شد.

## قسمت‌ها
| فصل | قسمت‌ها | قسمت‌ها | تاریخ اصلی روی آنتن رفتن | تاریخ اصلی روی آنتن رفتن | انتشار دی‌وی‌دی  |
| فصل | قسمت‌ها | قسمت‌ها | اولین بار                | آخرین بار                | انتشار دی‌وی‌دی  |
| --- | ------ | ------ | ------------------------ | ------------------------ | -------------- |
| ۱   | ۸      | ۸      | ۲۱ سپتامبر ۲۰۱۱          | ۱۶ نوامبر ۲۰۱۱           | ۸ اکتبر ۲۰۱۲   |
| ۲   | ۸      | ۸      | ۹ اکتبر ۲۰۱۲             | ۲۷ نوامبر ۲۰۱۲           | ۱۱ نوامبر ۲۰۱۳ |
| ۳   | ۸      | ۸      | ۴ نوامبر ۲۰۱۳            | ۲۳ دسامبر ۲۰۱۳           | ۲۶ دسامبر ۲۰۱۳ |
| ۴   | ۶      | ۶      | ۲۲ فوریه ۲۰۱۶            | ۲۸ مارس ۲۰۱۶             | ۴ آوریل ۲۰۱۶   |